# Andrew Smith (Sprinter)
Andrew Smith (* 29. Januar 1964) ist ein ehemaliger jamaikanischer Sprinter.
1987 wurde er bei den Panamerikanischen Spielen in Indianapolis Sechser über 100 m und gewann Bronze in der 4-mal-100-Meter-Staffel. Bei den Leichtathletik-Weltmeisterschaften in Rom erreichte er über 100 m das Halbfinale und holte in der 4-mal-100-Meter-Staffel gemeinsam mit John Mair, Clive Wright und Raymond Stewart die Bronzemedaille hinter den Mannschaften aus den Vereinigten Staaten und der Sowjetunion. 
Bei den Olympischen Spielen 1988 in Seoul schied er über 100 m im Viertelfinale aus. Bei den Zentralamerika- und Karibikmeisterschaften 1989 in San Juan wurde er über 100 m Dritter.

## Persönliche Bestzeiten
- 100 m: 10,14 s, 7. Mai 1988, Kingston
- 200 m: 20,65 s, 17. Mai 1987, Lubbock